# Wemding
Wemding är en stad  i Landkreis Donau-Ries i Regierungsbezirk Schwaben i förbundslandet Bayern i Tyskland.
Staden ingår i kommunalförbundet Wemding tillsammans med kommunerna Fünfstetten, Huisheim, Otting och Wolferstadt.